# Li Zhaoxing
Li Zhaoxing (Jiaonan (Shandong), 20 oktober 1940) is een Chinees politicus, diplomaat en hoogleraar.

## Levensloop
Li studeerde af in vreemde talen aan de universiteit van Peking in 1964 en werkte vervolgens van 1970 tot 1977 in diplomatieke dienst in Kenia. Na een terugkeer van vijf jaar op het ministerie werd hij voor de periode van 1983 tot 1985 benoemd tot eerste secretaris op de ambassade in Lesotho. Hierna diende hij als woordvoerder van het ministerie en vanaf 1990 als assistent van de minister. Van 1993 tot 1995 werd hij ambassadeur voor de Verenigde Naties in New York.
In twee periodes, van 1995 tot 1998 en van 2001 tot 2003, was hij plaatsvervangend minister voor buitenlandse zaken. Ertussenin was hij ambassadeur voor de Verenigde Staten. Op 17 maart 2003 volgde hij Tang Jiaxuan op als minister van buitenlandse zaken. In deze functie bleef hij aan, totdat hij op 27 april 2007 op 66-jarige leeftijd werd opgevolgd door Yang Jiechi.
Sinds 2007 werd hij opgenomen als een van de twaalf prominente leden van The Elders, waartoe toen ook Nelson Mandela, Aung San Suu Kyi, Ela Bhatt en Muhammad Yunus behoorden. Vrij snel daarna besloot hij deze deelname te staken omdat hij het karakter van de groep niet kon verenigen met zijn Chinese politieke overtuigingen.
Hierna trad hij aan als hoogleraar aan de universiteit van Peking.
- Bibliothèque nationale de France: cb15607129k (data)
- Gemeinsame Normdatei: 121040305
- International Standard Name Identifier: 0000 0000 6663 4306
- Library of Congress Control Number: nr2004004615
- Nationale Bibliotheek van Israël: 987007346996805171
- Virtual International Authority File: 61873491
- WorldCat: E39PBJdWT9Mr98QqJkXmgWWhpP